# أرشيف حزب البعث
أرشيف حزب البعث هي مجموعة من الوثائق الأرشيفية المتعلقة بتاريخ وحكم حزب البعث العراقي في ظل حكم أحمد حسن البكر وصدام حسين من عام 1968 إلى عام 2003، وصادر المسؤولون الأمريكيون الأرشيف في أعقاب غزو العراق عام 2003. وأكملت الحكومة الأمريكية تسليم الأرشيف إلى العراق في عام 2020.

## الاستيلاء والاحتجاز الأمريكي
بعد وقت قصير من غزو العراق عام 2003، قامت فرق أمريكية بتفتيش مكاتب حزب البعث بحثًا عن سجلات يمكن أن تسلط الضوء على برامج أسلحة الدمار الشامل العراقية والدعم المزعوم للإرهاب العالمي. اكتشف مقاول دفاع أمريكي، كنعان مكية، مؤسس مؤسسة ذاكرة العراق (IMF)، واستحوذ على ملايين الصفحات من الوثائق في قبو مقر حزب البعث في بغداد. واجه صندوق النقد الدولي عقبات أمام خططه لإنشاء نصب تذكاري وطني لضحايا انتهاكات حقوق الإنسان التي ارتكبها صدام حسين، لذلك قام في عام 2005 بتسليم الوثائق مؤقتًا إلى الجيش الأمريكي. وفحصت الوثائق وحللت من قبل وكالة استخبارات الدفاع الأمريكية. وفي عام 2008، تبرع صندوق النقد الدولي بهذه المواد إلى مكتبة وأرشيفات معهد هوفر بجامعة ستانفورد في كاليفورنيا.

## المحتويات والأبحاث
أنشأت جامعة الدفاع الوطني في واشنطن العاصمة، التي كانت تمتلك سجلات رقمية للأرشيف، مركز أبحاث سجلات الصراع (CRRC) لتمكين البحث الأكاديمي للسجلات. وفي عام 2011، أصدرت اللجنة علنًا مجموعة صغيرة من السجلات، بما في ذلك ملاحظات من اجتماع دعا إليه صدام حسين ردًا على الكشف عن قضية إيران كونترا في عام 1986 والمداولات الإستراتيجية من الأيام الأولى للحرب الإيرانية العراقية. كما تمتلك لجنة المركز آلاف الساعات من اجتماعات ومحادثات صدام المسجلة سراً. أغلق مركز أبحاث سجلات الصراع في عام 2015 عندما قطعت وزارة الدفاع تمويلها.
تضمن أرشيف مؤسسة هوفر 11 مليون سجل، يتكون حوالي 3.8 مليون سجل من ملفات عضوية الحزب.

## الجدل والعودة إلى العراق
قال علماء الثقافة العراقيون إن الاستيلاء على أرشيفات حزب البعث يشكل سرقة إمبريالية لتراث العراق. وفي عام 2008، أصدرت جمعية المحفوظات الأمريكية ورابطة المحفوظات الكندية بيانًا مشتركًا يدعو إلى إعادة أرشيف حزب البعث والوثائق العراقية الأخرى. على الرغم من أن اتفاقية لاهاي لعام 1907 تسمح للدول الغازية بالاستيلاء على سجلات الدول المحتلة، فقد جادلت المجموعات الأرشيفية بأن اتفاقية لاهاي لا تنطبق على مؤسسة ذاكرة العراق باعتبارها منظمة خاصة. وردا على ذلك، قال صندوق النقد الدولي إن المؤسسات الوطنية العراقية ستحتاج إلى توخي الحذر الشديد في التعامل مع الوثائق، حيث ذكر العديد منها أسماء ضحايا نظام صدام. في عام 2010، طلب سعد إسكندر، رئيس دار الكتب والوثائق الوطنية، رسميًا من جامعة ستانفورد إعادة أرشيف الوثائق الخاص بهم؛ ورفضت الجامعة بسبب الوضع الأمني غير المستقر في العراق في ذلك الوقت.
وبدافع من المخاوف المتعلقة بتوفير التكاليف، أعادت وزارة الدفاع الأمريكية مجموعة من 120 مليون وثيقة في مايو 2013. وسلمت الدفعة النهائية المكونة من 6 ملايين وثيقة في أغسطس 2020.